# Poczta Polska Usługi Cyfrowe
Poczta Polska Usługi Cyfrowe sp. z o.o. – spółka z Grupy Poczty Polskiej, działająca pod marką Envelo, której zadaniem jest rozwój cyfrowych usług pocztowych, dostępnych dla klientów indywidualnych, firm oraz instytucji.
Oferuje pocztowe usługi cyfrowe dla osób indywidualnych i przedsiębiorców. Do rozwiązań oferowanych przez Envelo należy m.in. wysyłka tradycyjnych listów i kartek pocztowych przez internet, sprzedaż neoznaczków, za pomocą których można opłacić przesyłki listowe Poczty Polskiej, nadawanie paczek online czy masowa wysyłka korespondencji oraz dystrybucja faktur.
100% udziałów w spółce posiada Poczta Polska S.A.

## Usługi
- Neoznaczek – znak opłaty pocztowej, który pozwala na opłacenie przesyłki bez wychodzenia z domu lub biura. Zastępuje tradycyjny znaczek pocztowy. Aby skorzystać z neoznaczka, wystarczy zwykła drukarka[7].
- Neokartka – tradycyjna kartka pocztowa, którą można wysłać przez internet. Można dodać do niej własne zdjęcie lub wybrać gotowy obraz z galerii[8].
- Neolist – tradycyjny, drukowany list, który można wysłać przez internet. Przesyłki doręcza do adresatów listonosz Poczty Polskiej[9].
- Neopaczka – usługa pozwalająca na nadanie i opłacenie paczek za pośrednictwem Envelo. Po opłaceniu wystarczy zanieść je do wybranej placówki Poczty Polskiej[10].
- Neofaktura – usługa pozwalająca na wygodne odbieranie i wysyłanie faktur elektronicznych. Wydruk oraz wysyłka faktur są realizowane automatycznie[11].
- Wysyłka masowa – usługa pozwalająca na wysyłanie korespondencji do wielu odbiorców bez konieczności adresowania każdego listu z osobna[12].
- Skrzynka Envelo – platforma pozwalająca na kompleksowe zarządzanie domową i biurową korespondencją. Skrzynka pozwala na wysyłkę tradycyjnych, drukowanych listów, odbieranie rachunków, nadawanie przesyłki masowej oraz wygodne zarządzanie listą kontaktów[13].

## Zarząd[14]
- Błażej Skrzyniarz - Prezes Zarządu
- Rafał Sadowski - Wiceprezes Zarządu ds. finansów

## Rada nadzorcza[14]
- Paweł Raczyński − przewodniczący rady nadzorczej
- Bogumiła Chlebicka − wiceprzewodnicząca rady nadzorczej
- Małgorzata Kozieł-Pańczyk − członek rady nadzorczej
- Agnieszka Wiercińska-Krużewska − członek rady nadzorczej
- Sławomir Lorenc – członek rady nadzorczej